# Tipula brunettiana
Tipula brunettiana är en tvåvingeart som beskrevs av Alexander 1920. Tipula brunettiana ingår i släktet Tipula och familjen storharkrankar. Inga underarter finns listade i Catalogue of Life.